# Yen Yen
Yen Yen es una pequeña isla del Pacífico en el archipiélago de las Islas Carolinas. Se encuentra a 80 m al noreste de la isla de Lelu, en la carretera de enlace entre la presa de la Isla Lelu en Kosrae a 50 metros al oeste de esta presa. Se trata de un lugar a un kilómetro de Tofol.
Está deshabitada, tiene forma de diamante y pertenece administrativamente al estado de Kosrae, el Estado miembro más oriental de la Estados Federados de Micronesia.
La isla está completamente vallada.